# Manometro di Kegel
Il manometro di Kegel o manometro perineale o manometro vaginale è uno strumento usato per misurare la forza delle contrazioni volontarie dei muscoli del pavimento pelvico.

## Storia
Fu inventato dal ginecologo Arnold Kegel (1894-1972) il quale, oltre al manometro ad aria, ideò gli esercizi di riabilitazione dei muscoli del pavimento pelvico, chiamati perciò esercizi di Kegel. Tali invenzioni facevano seguito all'osservazione clinica che dopo il parto si ha un indebolimento della muscolatura del pavimento pelvico.
Lo strumento viene utilizzato inserendo aria in un manicotto chiuso dentro la vagina e chiedendo alla donna di contrarre il più possibile la propria muscolatura pelvica, in modo da poter misurare la variazione della pressione indotta dalla contrazione muscolare.
Più recentemente ed efficacemente questo strumento viene sostituito dall'elettromiografo perineale, il quale misura l'attività elettrica dei muscoli del pavimento pelvico.
La valutazione della resistenza del pavimento pelvico durante la visita ginecologica può aiutare ad identificare le donne con alterazioni del pavimento pelvico, ed anche le donne con rischio di prolasso genitale o di incontinenza urinaria. Sia il manometro perineale di Kegel che l'esame digitale sono efficaci e concordanti in questa valutazione.